# Cyprus Classic Motorcycle Museum
Das Cyprus Classic Motorcycle Museum ist ein Museum in der Altstadt von Nikosia. Die Sammlung des im Jahr 2000 eröffneten Museums umfasst 150 Motorräder und dokumentiert mit weiteren Exponaten die Geschichte des Zweirads auf Zypern.

## Exponate
Ausgestellt werden u. a. Motorräder der Marken A.J.S., Ariel, BMW, BSA, James, Matchless, Moto Guzzi, MV Agusta, Norton, Royal Enfield und Triumph aus den Jahren von 1914 bis 1983 sowie einige Maschinen, die einen historischen Bezug zu Zypern haben:
- Militär-Motorräder aus der Zeit des Zweiten Weltkriegs
- Drei Maschinen der Polizei Zyperns, die von der Leibgarde Präsident Makarios gefahren wurden
- Die Rennmaschine des türkischen Zyprers Zeki Isa, Zyperns erstem Motorrad-Champion
- Das Motorrad, das ein EOKA-Mitglied benutzte, um Waffen und Munition zu transportieren